# John Carey (2e comte de Douvres)
John Carey, 2e comte de Douvres (1608 - 26 mai 1677), titré vicomte Rochford de 1628 à 1666, est un pair anglais. 

## Biographie
Il est le fils aîné de Henry Carey (1er comte de Douvres), et de Judith, fille de Sir Thomas Pelham, 1er baronnet. Il fait ses études au St John's College de Cambridge . En 1640, par un bref d'accélération, il est convoqué à la Chambre des lords en tant que baron Hunsdon. Il succède à son père comme comte de Douvres en 1666. Ce titre s'éteint à sa mort en 1677; il est remplacé comme baron Hunsdon par son cousin éloigné, Robert.
Le 9 mai 1628, John Carey épouse Dorothy St. John, fille d'Oliver St John (1er comte de Bolingbroke) (en), et d'Elizabeth Paulet. Dorothy est inhumée le 18 juin 1628. Ils n'ont pas d'enfants.
Il épouse ensuite, le 2 décembre 1630, Abigail Cokayne, fille de Sir William Cockayne et de Mary Morris. Ils ont deux filles:
- Mary Carey (1631–1696)[3], épouse William Heveningham, un régicide de Charles Ier [4]
- Abigail Carey (née en 1633), est décédée jeune.